# Pluralisme (sociale wetenschappen)
Pluralisme is het bestaan van verschillende sociale en culturele subsystemen in een samenleving, zoals de overheid, de rechtspraak, het bedrijfsleven, de vakbeweging, de pers en de kerk met elk eigen belangen waarbij er sprake is van een zeker machtsevenwicht. In die zin wordt het wel gezien als een tegenhanger van totalitarisme.

## Samenleving
In zijn Public Governance in Europe geeft W.J.M. Kickert de volgende kenmerken van pluralisme:
- alle belangenrepresentanten hebben een gelijke mate van belang;
- er is een gelijke toegang en invloed op politieke beleid- en besluitvorming (lobbyen);
- in besluitvorming bestaat een continue zoektocht naar een democratische balans;
- de overheid vermijdt nauwe samenwerking met enkele belangengroepen.

Een andere auteur die het begrip pluralisme in een descriptieve zin gebruikt, is Robert Dahl. Wanneer hij de Amerikaanse samenleving als 'pluralistisch' bestempelt, bedoelt hij daarmee dat er niet slechts één elite het land bestuurt, maar dat er verschillende met elkaar concurrerende elites actief zijn. Dahl neemt ook een normatief standpunt in door te stellen dat dit pluralisme de beste benadering is van een democratie waarnaar moderne samenlevingen gestreefd hebben.

## Minderheden
Met pluralisme wordt ook wel een overheidsbeleid aangeduid dat verschillende levensbeschouwingen, culturen en politieke voorkeuren erkent. Deze erkenning is vaak een voorwaarde tot het verkrijgen van bepaalde politieke (minderheids)rechten of een morele houding van tolerantie. Daarmee staat dit tegenover culturele assimilatie waarbij minderheden geabsorbeerd worden in een gevestigde, doorgaans grotere gemeenschap of cultuur.